# تری کوک
تری کوک (انگلیسی: Terry Cooke؛ زادهٔ ۵ اوت ۱۹۷۶) یک بازیکن فوتبال اهل بریتانیا است.